# Championnat de Belgique de football de troisième division 2006-2007
Navigation
saison précédente saison suivante
Le Championnat de Belgique de football de Division 3 2006-2007 est la 78e édition du championnat de troisième niveau national en Belgique. La compétition est disputée par 32 équipes réparties en deux séries de 16. Sous réserve d’être en possession d’une licence pour le football rémunéré, le champion de chaque série est promu en Division 2, alors que les deux derniers classés de chaque série sont relégués en Promotion.

## Clubs participants 2006-2007
Trente-deux équipes participent à cette compétition, soit le même nombre que lors de l'édition précédente.
- la Colonne "Mat" renseigne le numéro matricule du club concerné. Le chiffre apparaît en caractères gras si le club existe encore en 2013.

### Série A
| #  | Nom                                          | Mat. | Ville       | Stades                 | En D3 depuis    | Total en D3 | S. précédente         |
| -- | -------------------------------------------- | ---- | ----------- | ---------------------- | --------------- | ----------- | --------------------- |
| 1  | Koninklijke Football Club Verbroedering Geel | 395  | Geel        | De Leunen              | 2006-2007 (1er) | 12 saisons  | Division 2 - 3e       |
| 2  | Koninklijke Racing Club Mechelen             | 24   | Malines     | Oscar Van Kesbeeck     | 1994-1995 (13e) | 18 saisons  | 12e série A           |
| 3  | Royal Football Club Tournai                  | 26   | Tournai     | Luc Varenne            | 2005-2006 (2e)  | 32 saisons  | 10e série B           |
| 4  | Royal Cappellen Football Club                | 43   | Kapellen    | J. Van Welle           | 2000-2001 (7e)  | 27 saisons  | 2e série A            |
| 5  | Koninklijke Voetbalclub Willebroek-Meerhout  | 85   | Willebroek  | De Schalk              | 2005-2006 (2e)  | 40 saisons  | 11e série A           |
| 6  | Koninklijke Voetbalclub Turnhout             | 148  | Turnhout    | Stadspark              | 2003-2004 (4e)  | 30 saisons  | 8e série A            |
| 7  | Koninklijke Diegem Sport                     | 3887 | Diegem      | Gemeentelijk           | 2003-2004 (4e)  | 9 saisons   | 7e série A            |
| 8  | Torhout Koninklijke Maatschappij 1992        | 822  | Torhout     | Velodroom              | 2001-2002 (6e)  | 8 saisons   | 10e série A           |
| 9  | Sporting West Ingelmunster Harelbeke         | 1574 | Harelbeke   | Forestier              | 2004-2005 (3e)  | 5 saisons   | 4e série A            |
| 10 | Koninklijke Sportingkring Maldegem           | 4220 | Maldegem    | Maurice De Waele       | 1999-2000 (8e)  | 8 saisons   | 13e série A           |
| 11 | Koninklijke Standaard Wetteren               | 5479 | Wetteren    | Marcel De Kerpel       | 2003-2004 (4e)  | 16 saisons  | 3e série A            |
| 12 | Football Club Nieuwkerken St-Niklaas         | 6264 | Nieuwkerken | Stedelijk sportcentrum | 2002-2003 (5e)  | 5 saisons   | 6e série A            |
| 13 | Koninklijke Sportvereniging Oudenaarde       | 81   | Audenarde   | Burgmeester Thierpont  | 2006-2007 (1re) | 30 saisons  | Promotion 1er série A |
| 14 | Royal Racing Club Péruwelz                   | 216  | Péruwelz    | La Verte Chasse        | 2006-2007 (1re) | 2 saisons   | Promotion 5e série A  |
| 15 | Football Club Verbroedering Meerhout         | 2169 | Meerhout    | Katten                 | 2006-2007 (1re) | 1 saison    | Promotion 1er série C |
| 16 | Koninklijke Londerzeel Sportkring            | 3630 | Londerzeel  | Burgmeester A. Lambert | 2006-2007 (1re) | 1 saison    | Promotion 1er série B |

#### Localisations Série A
| \| Torhout Harelbeke Audenarde Madegem Wetteren Nieuwkerken Cappellen Willebroek Malines Turnhout Geel Meerhout Londerzeel Diegem Tournai Péruwelz \| Localisation des clubs engagés en Division 3A 2006-2007 |
| Torhout Harelbeke Audenarde Madegem Wetteren Nieuwkerken Cappellen Willebroek Malines Turnhout Geel Meerhout Londerzeel Diegem Tournai Péruwelz                                                               |

### Série B
| #  | Nom                                           | Mat. | Ville       | Stades              | En D3 depuis    | Total en D3 | S. précédente           |
| -- | --------------------------------------------- | ---- | ----------- | ------------------- | --------------- | ----------- | ----------------------- |
| 1  | Royale Association Athlétique Louviéroise     | 93   | La Louvière | du Tivoli           | 2006-2007 (1re) | 37 saisons  | Division 1 - 18e        |
| 2  | Royal Cercle Sportif Verviétois               | 8    | Verviers    | du Panorama         | 2005-2006 (2e)  | 22 saisons  | 11e série B             |
| 3  | Koninklijke Sportkring Tongeren Hedera Millen | 54   | Tongres     | Gemeentelijke       | 1996-1997 (11e) | 32 saisons  | 9e série B              |
| 4  | Royale Amicale Club Sportif Couillet          | 94   | Charleroi   | de La Neuville      | 2005-2006 (2e)  | 5 saisons   | 12e série B             |
| 5  | Union Royale Namur                            | 156  | Namur       | des Bas-Prés        | 2003-2004 (4e)  | 50 saisons  | 6e série B              |
| 6  | Royal Francs Borains                          | 167  | Boussu      | Vedette             | 1999-2000 (8e)  | 29 saisons  | 2e série B              |
| 7  | Royal Olympic Club de Charleroi-Marchienne    | 246  | Charleroi   | de La Neuville      | 1997-1998 (10e) | 33 saisons  | 4e série B              |
| 8  | Royal Sprimont Comblain Sport                 | 260  | Sprimont    | du Tultay           | 2002-2003 (5e)  | 8 saisons   | 8e série B              |
| 9  | Royal Cercle Sportif Visé                     | 369  | Visé        | de la cité de l'Oie | 2005-2006 (2e)  | 7 saisons   | 5e série B              |
| 10 | Royal Football Club Union La Calamine         | 526  | La Calamine | ???                 | 2004-2005 (3e)  | 3 saisons   | 3e série B              |
| 11 | Koninklijke Bocholter Voetbalvereniging       | 595  | Bocholt     | Damburg             | 2001-2002 (6e)  | 7 saisons   | 14e série B             |
| 12 | Koninklijke Sporting Kermt-Hasselt            | 3245 | Hasselt     | Stedelijke          | 2004-2005 (3e)  | 7 saisons   | 7e série B              |
| 13 | Royal Wallonia Walhain                        | 3262 | Walhain     | des Boscailles      | 1998-1999 (9e)  | 9 saisons   | 13e série B             |
| 14 | Royal White Star Woluwe Football Club         | 5750 | Sprimont    | Fallon              | 2004-2005 (3e)  | 3 saisons   | 9e série A              |
| 15 | Royal Football Club de Liège                  | 4    | Ans         | Plaine des Sports   | 2006-2007 (1re) | 9 saisons   | Promotion - 3e série D  |
| 16 | Royal Football Club Sérésien                  | 23   | Seraing     | du Pairay           | 2006-2007 (1re) | 22 saisons  | Promotion - 1er série D |

#### Localisations Série B
| \| F. Borains La Louvière Olympic Couillet Namur Walhain White Star Bocholt Hasselt Tongres Visé Liège Seraing Sprimont Verviers La Calamine \| Localisation des clubs engagés en Division 3B 2006-2007 |
| F. Borains La Louvière Olympic Couillet Namur Walhain White Star Bocholt Hasselt Tongres Visé Liège Seraing Sprimont Verviers La Calamine                                                               |

## Résultats et Classements
- Le nom des clubs est celui employé à l'époque

Légende
- Clubs champions et promus en Division 2 la saison suivante
- Clubs qualifiés pour participer à un tour finale en vue d'une montée en Division 2 la saison suivante
- Clubs devant participer à des barrages pour assurer leur maintien en Division 3 la saison suivante
- Clubs relégués en Promotion la saison suivante

Abréviations
 : club relégué de « Division 2 » depuis la saison précédente
 : Clubs promus de « Promotion » depuis la saison précédente

### Classement final - Série A
Rappel:En début de saison, le K. FC Verbr. Geel débute avec une pénalité de 6 points.
| Rang | Équipe                    | Pts | J  | G  | N  | P  | Bp | Bc | Diff |
| ---- | ------------------------- | --- | -- | -- | -- | -- | -- | -- | ---- |
| 1    | R. FC TOURNAI (T1)        | 61  | 30 | 18 | 7  | 5  | 49 | 24 | +25  |
| 2    | K. FC Verbr. Geel (T3)    | 59  | 30 | 20 | 5  | 5  | 66 | 25 | +41  |
| 3    | K. Diegem Sport           | 59  | 30 | 17 | 8  | 5  | 49 | 20 | +29  |
| 4    | R. RC Péruwelz            | 51  | 30 | 15 | 6  | 9  | 43 | 33 | +10  |
| 5    | KV Turnhout               | 49  | 30 | 14 | 7  | 9  | 56 | 41 | +15  |
| 6    | R. Cappellen FC (T2)      | 45  | 30 | 13 | 6  | 11 | 32 | 23 | +9   |
| 7    | K. Standaard Wetteren     | 45  | 30 | 12 | 9  | 9  | 41 | 40 | +1   |
| 8    | FC Nieuwkerken-St-Niklaas | 44  | 30 | 12 | 8  | 10 | 51 | 42 | +9   |
| 9    | Torhout KM 1992           | 39  | 30 | 10 | 9  | 11 | 41 | 48 | -7   |
| 10   | K. SV Oudenaarde          | 37  | 30 | 9  | 10 | 11 | 37 | 42 | -5   |
| 11   | K. Londerzeel SK          | 36  | 30 | 7  | 15 | 8  | 35 | 36 | -1   |
| 12   | K. RC Mechelen            | 34  | 30 | 10 | 4  | 16 | 36 | 41 | -5   |
| 13   | K. VC Willebroek-Meerhof  | 32  | 30 | 8  | 8  | 14 | 38 | 52 | -14  |
| 14   | Sp. West Ingel. Harelbeke | 22  | 30 | 5  | 7  | 18 | 28 | 55 | -27  |
| 15   | FC Verbr. Meerhout        | 20  | 30 | 3  | 11 | 16 | 21 | 58 | -37  |
| 16   | K. SK Maldegem            | 18  | 30 | 4  | 6  | 20 | 32 | 71 | -39  |

### Déroulement de la saison - Série A

#### Première période
Le K. FC Verbroedering Geel prend le meilleur départ avec trois victoires consécutives. Le club relégué affiche ainsi 3 points puisqu'il a débuté avec une pénalité de 6 points. Audenarde, Diegem, Torhout Tournai et Wetteren suivent sont groupés devant avec 7 unités. À l'opposé, Harelbeke Meerhout, Turnhout n'inscrivent qu'une seule unité alors Cappellen, Maldegem et Willebroek n'en marquent aucune.
Lors des deux journées suivante, Geel cale. Battus (1-0) à Sport et accrochés (1-1) par Wetteren, les Campinois laissent le leadership. Il ne le retrouveront plus. Tournai qui occupe seul la tête du général. En queue de groupe on a Harelbeke (2), Maldegem (1) et Willeborek (0).
Après 8 journées, Le Tournai reste en tête, malgré une revers (2-1) à Geel lors de sa 7e partie. Les Hennuyers profitent de la première défaite (0-1, contre Geel) d'Oudenaerde qui à partir de ce moment rentre dans le rang. Le podium est alors Tournai (19), Péruwelz (18) et Audenarde (17). Ce trio est suivi de Diegem (16). Geel totalise 10 points.
Lors de la 9e journée, le R. FC Tournai s'impose (2-1) contre Audenarde (17) et avec 22 points s'assure le gain de la première période. Péruwelz (19) et Diegem (17) se quittent sur un partage (1-1).

#### Deuxième période
Diegem et Cappellen entament la 2e période avec deux victoires. Lors de la 12e journée, Maldegem remporte enfin un premier succès (2-1) contre le RC Mechelen.
Après 14 journées, Cappelen, Tournai et Westerlo mènent la « tranche » avec 10 unités, soit trois de mieux que le duo composé de Turnhout et Diegem. Au général, Tournai (32) devance Wetteren (31), Diegem (27) et Torhout (23). Geel et Péruwelz viennent ensuite avec 22 points.
Lors de la dernière rencontre du premier tour, Wetteren (34) s'impose (1-2 à Diegem) et souffle le titre honorifique de champion d'automne à Tournai (33) qui a concédé un match nul. Geel ne totalise que 25 points (au lieu de 31 en raison de la pénalité). Le club campinois se sépare alors de son entraîneur principale, le Belgo-turc Fuat Capa qui est alors renseigné comme « non-actif ».
Lors de la 16e journée, Cappellen (2-0 à Diegem) et Wetteren (2-3 par Willebroek) s'inclinent de concert. Tournai en profite pour reprendre les commandes avec 36 points. En fait, le Standaard Wetteren connaît un sérieux passage à vide. le club flandrien concède six défaites de rang et voit ses chances de bien figurer s'étioler sérieusement.
Lors des deux semaines suivantes, Tournai est accroché (2-2 contre Turnhout et 0-0 à Diegem). Cappellen s'installe en tête du classement de la période. Au général, Tournai reste tout de même en tête avec 41 points après 19 rencontres. Diegem (35), Wetteren (34) sont légèrement décrochés alors que Geel (32) et Nieuwkerken (30) occupent les deux accessits derrière le podium.
Lors de la 20e journée, Tournai s'incline (2-1) à Cappellen qui s'adjuge le gain de la période. Au général, après deux-tiers de compétition. Le R. FC Tournai est devant avec 41 unités et précède Diegem (38) et Geel (35) qui monte sur le podium. Péruwelz avec 32 points menace Wetteren (34).

#### Troisière période
Geel commence la dernière période avec un 6 sur 6 alors que Tournai (0-0 à Wetteren qui stoppe sa série de défaites) et Diegem (1-1) à Oudennarde marquent 4 points tout comme Harelbeke et Turnhout.
Le 2 mars 2007, à l'occasion de la 23e journée, le stade Luc Varenne de Tournai accueille le premier grand sommet de ce championnat. L'équipe locale empoche un succès important (2-1) contre le Verbroedering Geel. Les « Sang et Or » totalisent 48 points, soit 3 de plus que Diegem et 7 de mieux que Geel.
Une semaine plus tard, Tournai est battu (1-2) sur ses terres par Torhout. Diegem en profinte pour revenir à égalité au classement. Geel accuse le coup car il est défait à domicile par Nieuwekerken (2-4). Au décompte final, ce 0 sur 6 va coûter cher aux Campinois.
À cinq journées de la fin, Tournai reprend le commandement avec 51 points grâce à une victoire (0-1) à Audernarde. Diegem est battu (2-1) à Péruwelz alors que Geel renoue avec la victoire (1-6 à Torhout).
Lors de la 26e journée, la situation se resserre. Tournai est tenu en échec (0-0 par Londerzeel. Diegem (1-2 à Turnhout) et Geel (1-0 contre Péruwelz) gagnent.
Après 27 rencontres, la tête du classement se décline comme suit : Tournai (55) après une victoire 0-3 à Nieuwkerken, Diegem (52) après un partage 0-0 contre Meerhout et Geel (50) à la suite d'un succès 2-3 à Londerzeel. Wetteren et Turnhout suivent avec 43 points et sont donc trop loin pour pouvoir être champion. En fond de classement, le premier verdict tombe. Le Verbroedering Meerhout (19) et le SK Maldegem (18) ne peuvent mathématiquement plus se sauver directement puisque le 13e classé, Willebroek compte 29 unités. Harelbeke est 14e avec 22 points.
Lors de la 28e journée, le RC Péruwelz remporte le derby hennuyer contre le FC Tournai sur un score sans appel: 4-0. Diegem, vainqueur sur le même score, à Maldegem revient une nouvelle fois à hauteur des « Sang & Or ». avec 55 points. Geel qui est allé étrillé Harelbeke (0-6) est pointé à deux petites longueurs. Mathématiquement tout est dit en bas de tableau, Harelbeke (22), Meerhout (20) et Maldegem (19) cont se répartir la place de barragiste et les deux sièges descendants.
On enregistre un Statu quo lors de l'avant-dernière journée. Tournai, Diegem et Geel gagnent respectivement 2-0 contre Harelbeke, 1-0 contre le RC Malines et 8-0 contre Meerhout. Maldegem est relégué alors qu'Harelbeke (22) et Meerhout (20) vont se disputer les 14e et 15e places.
À une journée de la fin, trois équipes sont groupées sur 2 points. Tournai et Diegem (58) ont le même nombre de victoires (17), alors que Geel (56) a gagné deux matches de plus. tout reste possible y compris un test-match entre Tournai et Diegem !
Diegem Sport va à la faute en étant accroché (2-2) à Wetteren. Vainqueur (0-3) à Meerhout, le Royal Football Club Tournai remporte le titre et remonte en Division 2 alors que son adversaire du jour est relégué à la suite de sa défaite. Le K. FC Verbroedering Geel gagne (1-2) au KV Turnhout, remporte la dernière période et prend la 2e place.
Sans la pénalité de 6 points, Geel aurait remporté le titre...

### Série B
Rappel:En début de saison, le R. AA Louviéroise débute avec une pénalité de 3 points.

### Classement final - Série B
| Rang | Équipe                     | Pts | J  | G  | N  | P  | Bp | Bc | Diff |
| ---- | -------------------------- | --- | -- | -- | -- | -- | -- | -- | ---- |
| 1    | R. OLYMPIC CCM (T1-T2)     | 57  | 30 | 17 | 6  | 7  | 49 | 29 | +20  |
| 2    | UR Namur                   | 52  | 30 | 13 | 13 | 4  | 57 | 35 | +22  |
| 3    | R. Sprimont-Comblain Sport | 50  | 30 | 15 | 5  | 10 | 34 | 31 | +3   |
| 4    | R. White Star Woluwé FC    | 47  | 30 | 14 | 5  | 11 | 52 | 42 | +10  |
| 5    | R. ACS Couillet            | 45  | 30 | 12 | 9  | 9  | 37 | 32 | +5   |
| 6    | K. SK Tongeren             | 44  | 30 | 11 | 11 | 8  | 50 | 45 | +5   |
| 7    | K. Bocholter VV            | 42  | 30 | 11 | 9  | 10 | 47 | 35 | +12  |
| 8    | R. FC Sérésien (T3)        | 41  | 30 | 11 | 8  | 11 | 49 | 40 | +9   |
| 9    | R. CS Visé                 | 41  | 30 | 11 | 8  | 11 | 38 | 39 | -1   |
| 10   | R. CS Verviétois           | 38  | 30 | 10 | 8  | 12 | 39 | 41 | -2   |
| 11   | R. Francs Borains          | 36  | 30 | 10 | 6  | 14 | 37 | 51 | -14  |
| 12   | R. FC de Liège             | 36  | 30 | 7  | 15 | 8  | 22 | 27 | -5   |
| 13   | R. FC Union La Calamine    | 35  | 30 | 9  | 8  | 13 | 27 | 43 | -16  |
| 14   | R. AA Louvièroise          | 32  | 30 | 9  | 8  | 13 | 30 | 41 | -11  |
| 15   | K. Sporting Kermt-Hasselt  | 31  | 30 | 9  | 4  | 17 | 41 | 59 | -18  |
| 16   | R. Wallonia Walhain CG     | 25  | 30 | 6  | 7  | 17 | 34 | 53 | -19  |

- Le R. FC Sérésien remporte la dernière période, mais ne peut prendre part au tour final faute d'avoir demandé la licence pour pouvoir accéder au football rémunéré.

### Déroulement de la saison - Série B

#### Première période
C'est le White Star Woluwe qui prend le meilleur départ avec 7 points sur 9, mais deux journées plus tarf, Sprimont et l'Olympic se sont hissés en tête du classement ave 12 unités sur 15. Kermt-Hasselt et Namur suivent à deux longueurs alors que le White Star peine avec 8 points. En fond de classement, Liège (2) et le duo La Louvière-Walhain (1) ferment la marche.
L'Olympic qui gagne le « sommet » (2-0) contre Namur et Sprimont continuent de dominer la première période. Alors que Liège partage avec La Louvière. Lors de la 7e journée, plusieurs équipes de tête concèdent un partage: Olympic (2-2 aux Francs Borains), Sprimont (1-1 contre Walhain), Namur, White Star et Tongres. Par contre Couillet victorieux se rapproche en battant le FC Sérésien (2-1).
Entre la 7e et la 8e journée, Sprimont bat Seraing dans un match avancé de la 15e journée. Les Carriers prennent seuls la tête tête du général. Pas de changement à la « tranch »e, puisque cette partie décalée entre en ligne de compte pour la 2e période.
Au terme de la 8e rencontre, les « Dogues » de l'Olympic et Sprimont maintiennent leur leadership avec 19 points, devant le White Star (15) et Namur (14). Chez les mal lots, La Louvière (11) s'impose (1-3) à La Calamine (5) qui glisse au 15e rang. Le FC Liége (6) enlève son premier (3-1) succès contre Tongres. Avec deux points, le Wallonia Walhain est lanterne rouge.
Lors de la journée suivante, avec une victoire (2-1) face aux Étoilés woluwéens, Sprimont Comblain s'isole en tête de la période avec 22 points, soit deux de mieux que l'Olympic de Charleroi accroché (1-1) à Tongres. Namur (17) se glisse au 3e rang devant Couillet (15).
Lors de l'ultime journée la première période, l'Olympic écarte Walhain (2-0) et empoche le gain de la « tranche » car Sprimont est battu (2-1) au « Club Liégeois ». Après un 0 sur 15, Kermt-Hasselt a sombré à la 11e place. À ce moment, l'AA Louviéroise et les Francs Borains (9) devance de peu La Calamine (8) tandis que Walhain ferme la marche avec 3 unités. Le « Wallonia » est la seule équipe a ne pas encore avoir obtenu la moindre victoire.
À ce moment, bien qu'ayant vu la période lui filer entre les doigts, Sprimont qui a joué une rencontre de plus est toujours en tête du classement général avec 23 points pour 22 aux Dogues de l'Olympic.

#### Deuxième période
Lors de l'entame de la deuxième période, Sprimont (26) et l'Olympic (23) se neutralisent (1-1) au stade du Tultay. L'UR Namur, vainqueur (2-1) de Couillet se rapproche avec 23 points.
À l'occasion de la 12e rencontre, les « Dogues » (27 et 9 victoires) qui ont battu le White Star (2-1) reprennent la tête du général, car Sprimont (27 et 8 victoires) concède un nul (1-1 à Bocholt Mais une semaine plus tard, le podium est de nouveau chamboulé. Sprimont (30) reprend les commandes en gagnant 1-0 contre La Calamine et Namur (29) va gagner aux Francs Borains (0-3). Sprimont et Namur dépassent l'Olympic (27) surpris (1-0) au FC Liège.
On enregistre un regroupement à l'occasion de la 14e journée. Visé (19) bat Sprimont (3-1). Namur est tenu en échec (1-1) par Verviers. L'Olympic gagne le derby carolo (0-4) face à Couiillet. Pour rappel, les deux clubs jouent dsans le même stade, celui de la Neuville à Montignies-sur-Sambre. Sprimoont, Namur et Olympic ont 30 points. Hasselt met fin à une série de 8 matches sans victoires (7 défaites) en s'imposant contre 3-2 contre Tongres.
L'Olympic gagne 3-2 contre Bocholt alors que Namur partage 2-2 contre Tongres. Les « Dogues sont champions d'Automne ». Sprimont ne joue pas puisque son match avait été avancé.
Lors de la journée d'entame du deuxième tour, les trois leaders concèdent un match nul. Le White Star (28) se rapproche légèrement en gagnant 0-2 à Hasselt.
Lors de la 17e journée l'Olympic (37), vainqueur 2-1 de La Calamine reprend la tête. Sprimont (34) redvient deuxième en s'imposant 2-0 contre Hasselt qui devient avant-dernier, car Namur (33) a partagé 1-1 contre Walhain.
L'Olympic (37) se fait surprendre 2-0 à Hasselt, pourtant descendu à la 15e place. Sprimont (37) rejoint les Dogues en allant chercher la victoire (0-1) au Francs Borains. Namur (34) concède un nul et le White Star (29) est battu 1-0 à la R. AA Louviérois.
Lors de l'avant-dernière journée de la période, Sprimont Comblain (40) repousse La Louvère (3-0) et conforte sa première place car l'Olympic (38) est de nouveau accroché (0-0) par Seraing cette fois. Avec 4 sur 12, l'Olympic Charleroi a une entame de deuxième tout plus délicate. Namur (39) reste 2e azvec sa victoire (0-1) au White Star (29).
20e journée et attribution du gain de la période. L'Olympic s'impose (0-3) à La Loiuivère et prodfite de la lourde défaite de Sprimont (4-0) à Tongres. Namur ne peut faire mieux que (2-2) à Bocholt.
L'Olympic, Sprimont et Namur terminent la période à égalité avec 18 points. Les Dogues s'imposent grâce à une meilleure différence de buts.
Les premiers rangs du général se déclinent comme suit : Olympic (41), Sprimont (40) Namur (38) puis un duo composé de Couillet et du White Star (32). En bas de grille, le FC Sérésien (20), La Louvière (19), La Calamine (18), Kemt-Hasselt (17) et Walhain (16) sont en mauvaise posture.

#### Troisière période
L'Olympic (44) commence la dernière période avec un succès 3-1 lors du sommet contre l'UR Namur (41). Mais dans les semaines qui suivent, le doutes semblent étreintre les Dogues qui restent scotchés à 44 unités car ils s'inclinent deux fois de suite : (1-0) à Verviers puis (0-1) contre Francs Borains. Sprimont qui a enlevé deux victoires (0-1 à Couillet, puis 2-0 contre Walhain passe en tête avec 47 points. Le White Star (41) prend la 3e place, quand Namur (40) concède un nul (1-1 à La Calamine).
À l'occasion de la 24e journée, Sprimont (50) bat Liège (1-0) et l'Olympic (47) renoue avec le succès chez la Lanterne rouge Walhain (0-1). Les poursuivants lâchent du lest. Le White Star (41) est défait 2-0 à Couillet (39), alors que Namur (41) dispute une cinquième rencontre de suite sans victoire (1 défaite et 4 nuls).
Au terme de la 25e rencontre, le championnat est de nouveau resserré. Sprimont (50) mord la poussière (2-0) au White Star (44). L'Olympic (47) est battu pour la 6e fois depuis le début du 2e tour : cette fois les Dogues sont surpris (1-2) par Tongres (38). Namur (44) retrouve le chemin de la victoire (1-3) à Seraing.
À ce moment, le classement de la 3e période affiche White Star 12, Visé et Sprimont 10, Couillet, La Louvière et Verviers (8)...
La 26e journée est aussi le théâtre d'un rebondissement. Sprimont (50) est battu 4-1 à Bocholt (34), alors que l'Olympic (50) retrouve son football pour aller remporter (1-3) le sommet au White Star (44). Namur (45) concède un nouveau nul (0-0 contre La Louvière), mais redebient 3e.
Le tournant décisif se déroule lors de la 27e journée. Le choc entre les deux leaders tourne à l'avantage de l'Olympic. À La Neuville, les « Dogues » (53) renvoient les « Carriers » (50) (2-0). L'UR Namur (48) conforte sa 3e place en s'imposant (2-1) contre Couillet (41), alors que le White Star (44) est battu (1-0) à Liège, dont c'est le premier succès après sept matches de disette.
L'Olympic (54)  partage (0-0) contre le FC Liège mais porte son avance à 4 points car Sprimont (50) subit une défaite à La Calamine. Namur obtient un nouveau nul (3-3) contre Francs BOrains, mais avec 49 points, les « Merles » restent toujours mathématiquement en course. Au classement de la période, le FC Sérésien (15) est seul en tête devant l'Olympic, La Calamine et La Louvière (13), puis vient le White Star (12).
La 29e journée est décisive. Sprimont (50) s'écroule en concédant une 5e défaite de suite, cette fois des œuvres de Visé (0-1). L'UR Namur (52) prend la 2e place grâce à un large succès (0-4) à Verviers. L'Olympic (57) remporte le « retour » du derby carolo (2-1) contre Couillet. Avec 7 longueurs d'avance, les « Dogues » sont champions et remontent en Division 2 qu'il avait quittée 10 ans auparavant. Par ailleurs, les deux relégués sont connus: Kermt-Hasselt et le Wallonia Walhain sont renvoyés en Promotion. La place de barragiste est pour la R.A.A.L. qui avec 29 points ne peut plus rejoindre l'Union La Calamine (34).
La dernière journée n'a plus d'enjeu si ce n'est le gain de la dernière période mais le FC Sérésien est « sur le velours ». Les trois leaders du général s'inclinent alors que le White Star gagne (0-3) à Visé et conserve la quatrième place devant Couillet vainqueur des Francs Borains (3-2).
Le R. FC Sérésien, mal embarqué durant la première partie de la compétition, termine en boulet de canon et remporte la dernière période. Halàs pour les matricule 23 sa demande de licence pour accéder au football rémunéré est refuse parce qu'introduite hors des délais prévus. L'Olympic, champion ayant enlevé 2 périodes, c'est le 4e du général qui est repêché à savoir le White Star Woluwe.

### Meilleurs buteurs
- Série A : ?
- Série B : ?

## Tour final D3
| \| Dessel (II) Cappellen Geel Diegem Namur Sprimont White Star \| Localisation des clubs participant au Tour final de Division 3 2006-2007 |
| Dessel (II) Cappellen Geel Diegem Namur Sprimont White Star                                                                                |

### Participants
- Barragiste de D2: K. FC Dessel Sport.
- Série A : R. Cappellen FC, K. FC Verbr. Geel, K. Diegem Sport.
- Série B : UR Namur, R. Sprimont Comblain Sp., R. White Star Woluwe FC.

### Programme
L'ordre des rencontres est désigné par tirage au sort qui a lieu dans les locaux de l'URBSFA.
| |                          |                            | Score |        |                            |                          | Score |
| Le tour final proprement dit se dispute par matches à élimination directe: Quarts, Demis et enfin Finale.   |                          |                            |       |        |                            |                          |       |
| Première journée - quarts de finale - Aller le 13 mai / Retour le 17 mai 2013                               |                          |                            |       |        |                            |                          |       |
| Q1 Aller | R. Cappellen FC          | R. White Star Woluwé FC    | 1-1   | Retour | R. White Star Woluwé FC    | R. Cappellen FC          | 1-2   |
| Q2 Aller | K. FC Verbroedering Geel | R. Sprimont Comblain Sport | 1-0   | Retour | R. Sprimont Comblain Sport | K. FC Verbroedering Geel | 0-3   |
| Q3 Aller | K. Diegem Sport          | UR Namur                   | 0-2   | Retour | UR Namur                   | K. Diegem Sport          | 2-0   |
| Deuxième journée - demi-finales - Aller le 24 mai / Retour le 27 mai 2013                                   |                          |                            |       |        |                            |                          |       |
| D1 Aller | UR Namur                 | R.Cappellen FC             | 2-1   | Retour | R.Cappellen FC             | UR Namur                 | 0-2   |
| D2 Aller | K. FC Verbroedering Geel | K. FC Dessel Sport (II)    | 2-1   | Retour | K. FC Dessel Sport (II)    | K. FC Verbroedering Geel | 1-2   |
| K. FC Dessel Sport est relégué en Division 3 !                                                              |                          |                            |       |        |                            |                          |       |
| Troisième journée - Match de classement - Une seule manche, pour une place éventuelle en D2, le 3 juin 2013 |                          |                            |       |        |                            |                          |       |
| 3/4 | R. Cappellen FC          | K. FC Dessel Sport (II)    | 2-1   |        |                            |                          |       |
| Troisième journée - FINALE - Aller le 3 juin / retour le 10 juin 2013                                       |                          |                            |       |        |                            |                          |       |
| FIN Aller                                                                                                   | K. FC Verbroedering Geel | UR Namur                   | 2-0   | Retour | UR Namur                   | K. FC Verbroedering Geel | 0-1   |
| K. FC Verbroedering Geel est promu en Division 2 !                                                          |                          |                            |       |        |                            |                          |       |

- Le K. FC Verbroering Geel gagne sa place en division 2 mais la licence d'accès au football rémunéré lui, dans un premier temps, est refusée avant d'être accordée « en Appel ». Les dirigeants de l'UR Namur conteste cet octroi et considèrent que c'est leur club qui est en droit de monter. Commence ainsi l'Affaire Geel-Namur qui débouche sur l'intégration tardive des deux clubs au 2e niveau.

## Récépitulatif la saison
- Champion A: R. FC Tournai (2e titre de D3)
- Champion B: R. Olympic CCM (3e titre de D3)
- Dix-neuvième et vingtième titre de D3 pour la Province de Hainaut

| Région flamande (15)            | Région flamande (15) | Province de Brabant (4)      | Province de Brabant (4) | Région wallonne (13)   | Région wallonne (13) |
| ------------------------------- | -------------------- | ---------------------------- | ----------------------- | ---------------------- | -------------------- |
| Province d'Anvers               | 6                    | Région de Bruxelles-Capitale | 1                       | Province de Hainaut    | 6                    |
| Province de Flandre-Occidentale | 2                    | Province du Brabant flamand  | 2                       | Province de Liège      | 6                    |
| Province de Flandre-Orientale   | 4                    | Province du Brabant wallon   | 1                       | Province de Luxembourg | 0                    |
| Province de Limbourg            | 3                    |                              |                         | Province de Namur      | 1                    |

1. ↑  Au niveau footballistique, la province de Brabant est toujours unitaire malgré sa partition territoriale en 1995.

### Admission / Relégation
Les deux champions, le FC Tournai et l'Olympic de Charleroi sont promus en Division 2 où ils remplacent les deux relégués d'office que sont le SK Ronse et le Racing Waregem.

#### Affaire Geel-Namur
À l'issue du tour final, remporté par le K. FC Verbroedering Geel, une longue polémique s'engage car l'UR Namur (2e du tour final) conteste l'octroi de la licence pour le football rémunéré au club campinois. Au bout d'une interminable querelle, l'URBSFA se voit contrainte après plusieurs actions devant la justice civile, d'intégrer les deux clubs ocncernés en D2.
Battu pendant le tour final, le K. FC Dessel Sport est relégué en D3.
Au terme du championnat, Kermt-Hasselt, le SK Maldegem, le FC Verbr. Meerhout et le Wallonia Walhain sont relégués en  Promotion. Durant le tour final de Promotion, le Sporting West Ingelmunster Harelbeke est condamné à descendre.
Le promus du 4e niveau sont les quatre champions de série : l'SC Eendracht Aalst 2002, Hamoir, Mol-Wezel, le SV Sottegem. L'Excelsior Veldwezelt obtient le droit de monter en D3 à l'issue du tour final de Promotion.